# Castillo de Ereván
El castillo o fortaleza de Ereván  (en armenio: Երևանի բերդ ) era una construcción mencionada por primera vez en el siglo VII y más tarde se hace referencia al siglo XVI, se encontraba situada a la orilla izquierda del río Hrazdan en Ereván, Armenia.

## Historia
La fortaleza de Ereván está documentada por primera por el historiador armenio del siglo VII Sebeos, el cual en su libro Historia dice que en la batalla con los árabes no lograron conquistar la fortaleza: “ y se reunieron alrededor de Ereván y lucharon por la fortaleza que no pudieron tomar”. Esta primera fortaleza también ha sido mencionada en otras fuentes bibliográficas por el autor y arqueólogo Karo Ghafadarian quien considera que deben buscarse los restos de la fortaleza en el distrito de Kond. El historiador Yervand Shahaziz menciona que se extendió hacia el noroeste de la fortaleza.
En referencia a la fortaleza del siglo XVI, tuvo una larga historia debido a las guerras persas turcas, ya que pasó de mano en mano durante varias etapas. En 1502 Ismail I, ganó a las tribus de Everán y se la dioal Khan Revan. Durante su reinado, Ereván adquirió un papel militar importante. Reconstruyéndose en 1583 bajo la dominación otomana por Farhat Pasha en el centro del Kanato de Ereván. En junio de 1679 se sufrió un fuerte terremoto local, donde fueron destruidos una serie de edificios, iglesias , mezquitas, el palacio del Khan y barrios residenciales. Después del terremoto el rey persa Zaal Khan obligó con trabajos forzados a los aldeanos a reconstruir completamente el fuerte que había quedado en ruinas. Fue renovada por última vez en el período de la dominación persa de Hussein Khan Sardar (1740-1830).
```

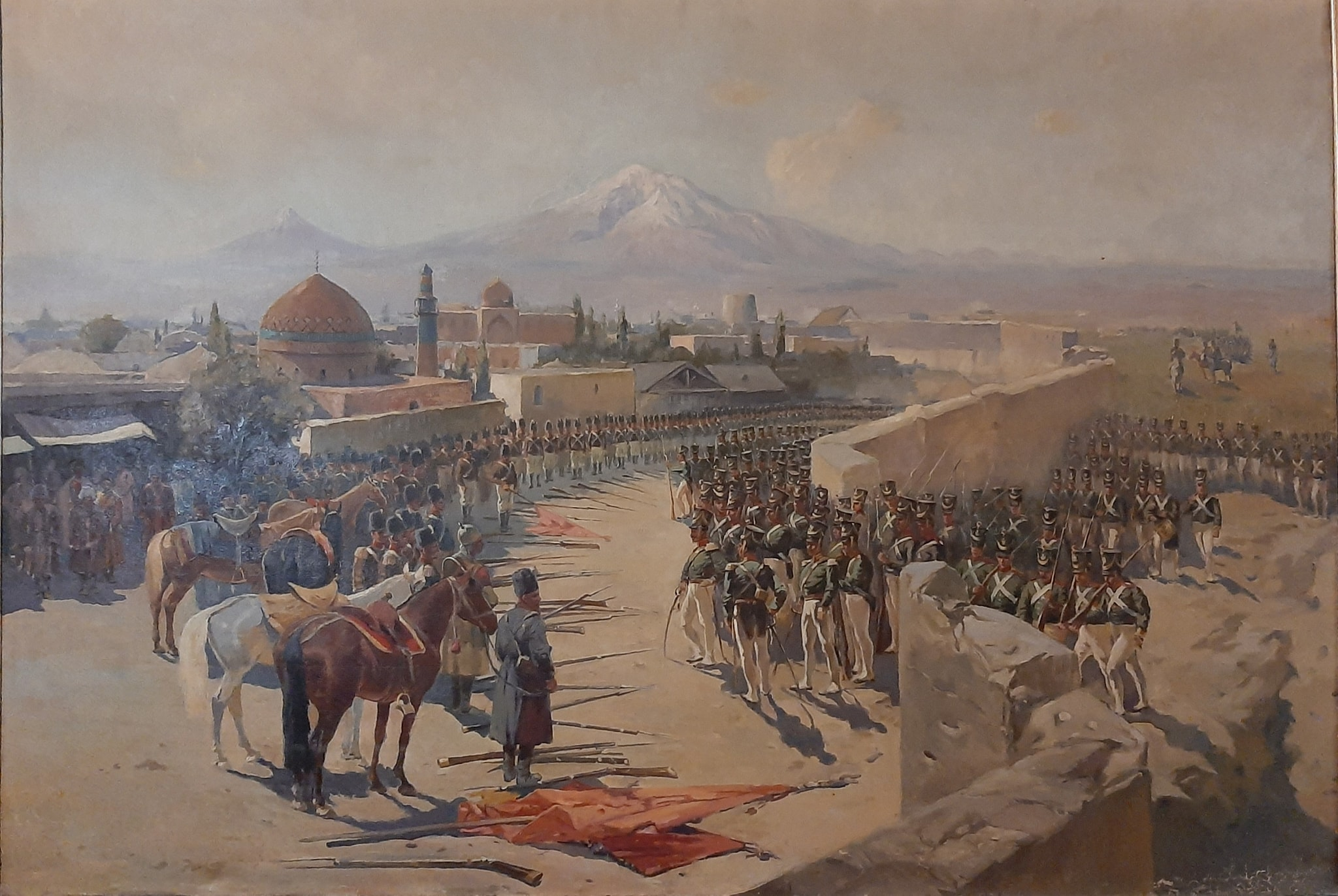
Asedio a la fortaleza en 1827 por las fuerzas rusas bajo la dirección de Ivan Paskevich (por Franz Roubaud, 1893).

Durante las guerras ruso-persa se convirtió en una prioridad la captura de la fortaleza. Durante este período, Irán fue el más peligroso rival del Imperio ruso e intentó establecer un gobierno en el este, lo que planteó a algunas potencias extranjeras europeas, especialmente 
Inglaterra
 y Francia a contribuir con fondos para conseguir una fortaleza militar inexpugnable. Esta fue la razón por la cual el ejército ruso durante la guerra ruso-persa período 1804-1813,
[
7
]
 y el período 1826-1828 únicamente después de atacar tres veces consiguieron capturar la fortaleza en octubre de 1827 bajo el mando del general Iván Paskévich.
[
8
]
 Como recompensa a sus servicios, fue nombrado por el emperador Conde de Ereván, y recibió un millón de rublos y una espada engarzada en diamantes.
[
9
]
```

El año 1853 ocurrió un nuevo terremoto que afectó su estructura. En 1864 la guarnición de la fortaleza- debido al mal estado del complejo-fue trasladada al distrito de Kanaker, donde se construyeron nuevos cuarteles. En 1865 la fortaleza fue comprada por el comerciante Nersés Tairyants y la dedicó a la producción de brandy. Más tarde en 1899, la empresa rusa "Shustov and Sons Company"  compró la fábrica. El año 1920 dicha fábrica fue nacionalizada.  La fortaleza fue completamente demolida en 1930 durante el gobierno soviético, aunque algunas partes de las paredes defensivas todavía permanecen en pie.

## Descripción
La Fortaleza de Ereván se considera una pequeña ciudad separada de la población principal de Everán. Su planta era oval con un perímetro de unos 1.200 metros. Amurallada en tres lados; de sus lados, excepto en el cuarto occidental que se encontraba flanqueada por la gran garganta de río Hrazdan. La garganta en la parte norte-occidental de la fortaleza tenía una profundidad de 640 metros, por lo que se consideraba inaccesible y no estaba amurallada.
La fortaleza tenía tres puertas dobles en línea con sus almenas: Tabriz, Shirván y Korpu. Los muros era dobles e irregulares – el primer muro construido en 1583 por Fahrad Pasha o en 1603 por Shah Abbas- tenían torres como los viejos castillos orientales. Cada muro tenía una puerta de hierro, y cada uno tenía su guardia. La guarnición contaba con entre 2.000 y 3000 soldados en su mayoría musulmanes.

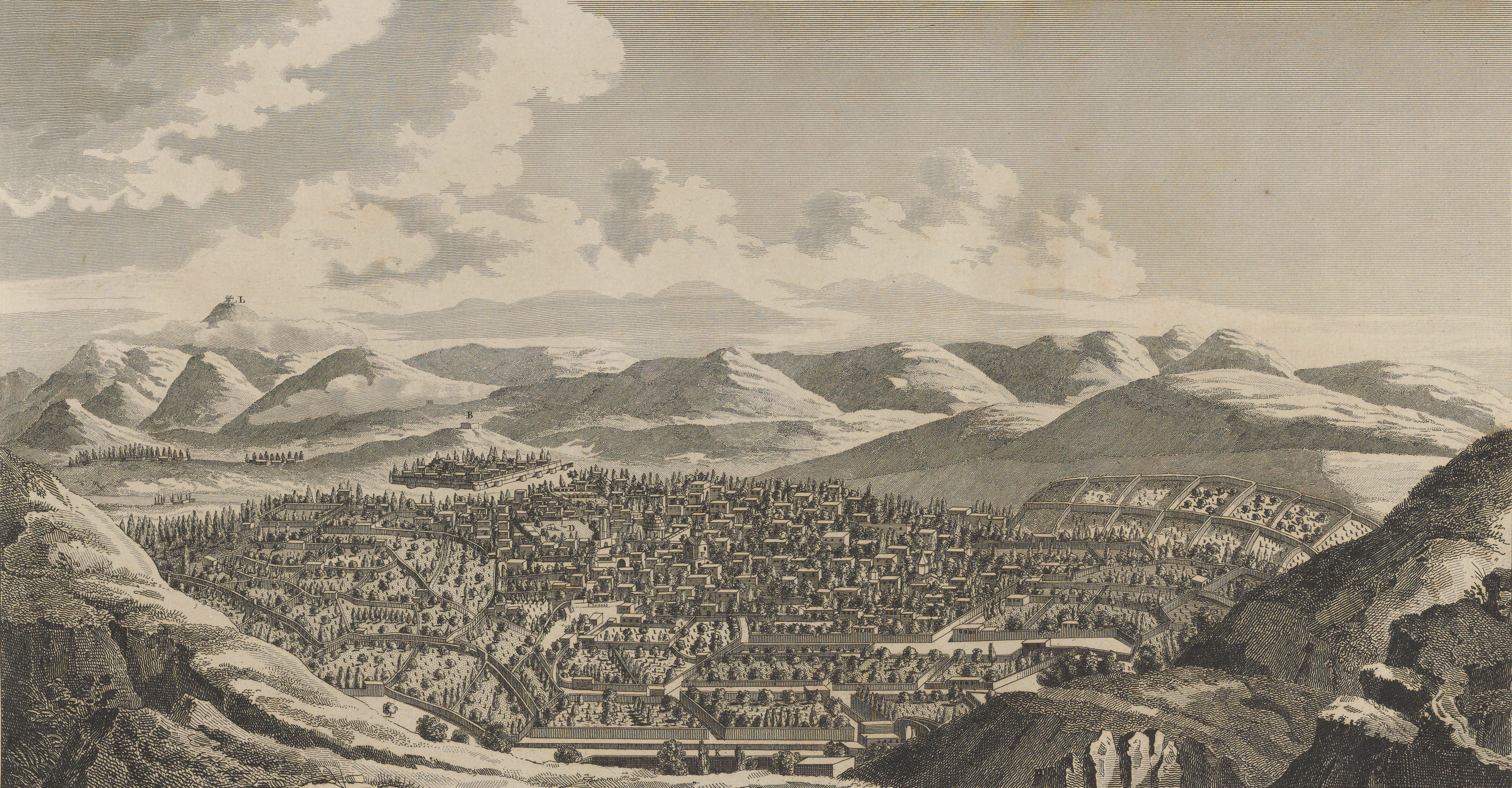
La fortaleza en 1672 en una vista panorámica pintada por Jean Chardin.

Dentro de la fortaleza había instalados comercios, arsenales, dos mezquitas, el palacio del Sardar, una casa de baño y otros edificios, los armenios trabajaban durante el día y por la noche volvían a sus casas. Según el viajero y escritor francés Jean Chardin había unas 800 casas, construidas de manera irregular, algunos de estos edificios atendían las necesidades de la fortaleza y otra parte eran como refugios durante los estados de sitio.

### Palacio del Sardar
El edificio era el más impresionantes de la fortaleza el Palacio del Sardar (Khan), incluso después de sus muchas destrucciones y construcciones se adaptaban una y otra vez al requisito del Khan.  La planta del palacio era cuadrada y espaciosa con varias secciones y construida en estilo arquitectónico Persa. El harén era una de las secciones más amplias de 61x 38 metros y dos plantas, tenía habitaciones y pasillos. La última vez que se construyó fue en 1798 durante el reinado de Mahmud Khan. Más tarde, cuando los rusos capturaron la ciudad, este gran edificios fue renovado y convertido en un hospital.
El salón de los espejos es donde el general Sardar pasaba su tiempo de ocio. El salón recibía este nombre porque sus cornisas estaban cubiertas de espejos de colores que reflejaban la luz a diferentes niveles, creando un magnífico juego de color. El techo estaba decorado con pinturas de flores, especialmente rosas y lirios, en las paredes lucían ocho retratos en lienzo de Hussein Khan Sardar, Abbas Mirza, Fath Alí Sah y otros. Desde la ventana de la casa de apreciaba una hermosa vista del río Hrazdan y los campos y huertos adyacentes, el monte Ararat y un amplio jardín donde también se cultivaba un tipo de uva para un vino de alta calidad.

### Baño
El baño fue construido enteramente de mármol y estaba decorado con motivos persas. Había una piscina que servía para el baño de verano de una medida de 32 x 4 metros y una profundidad de 2,1 metros.

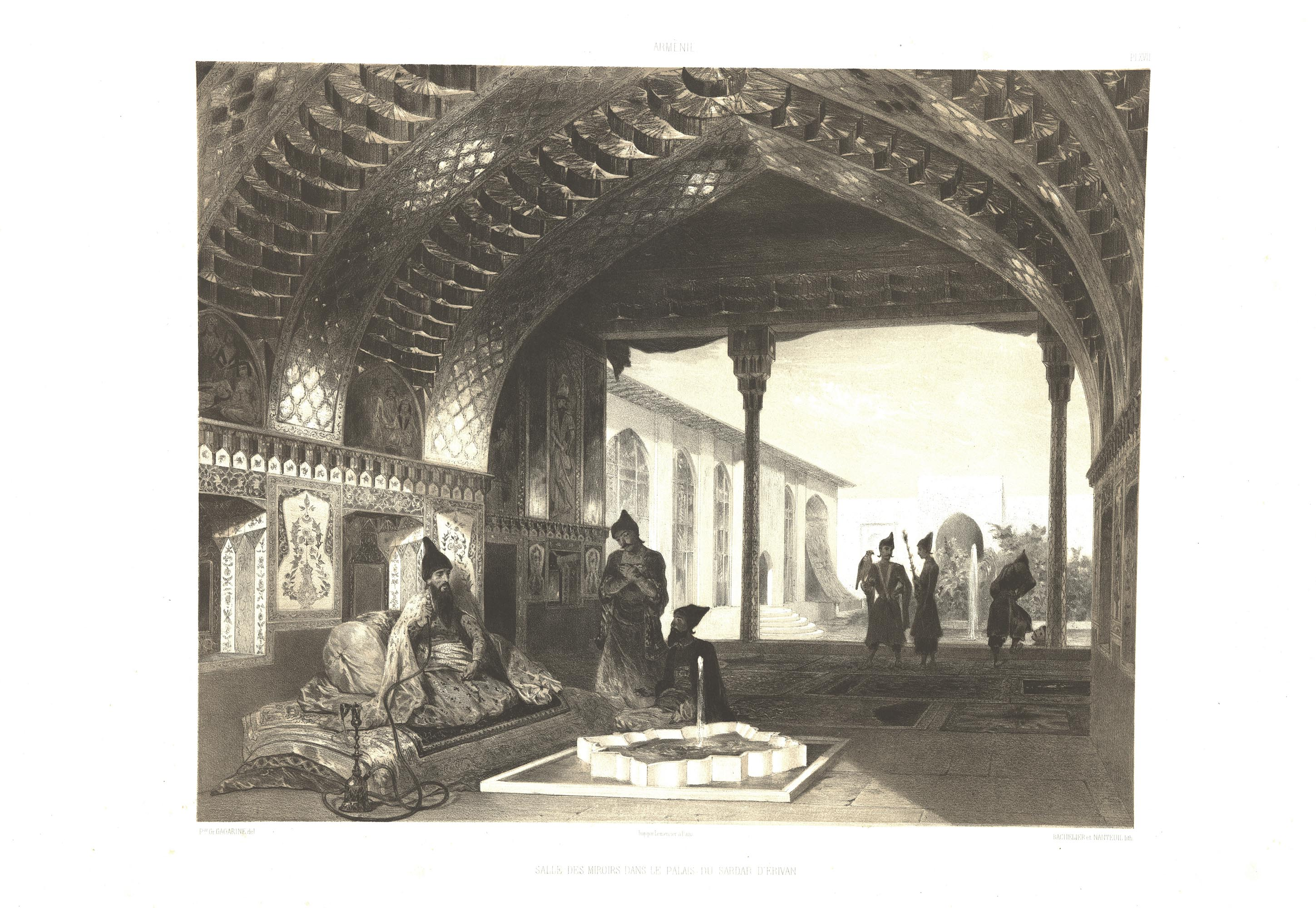
Salón de los espejos
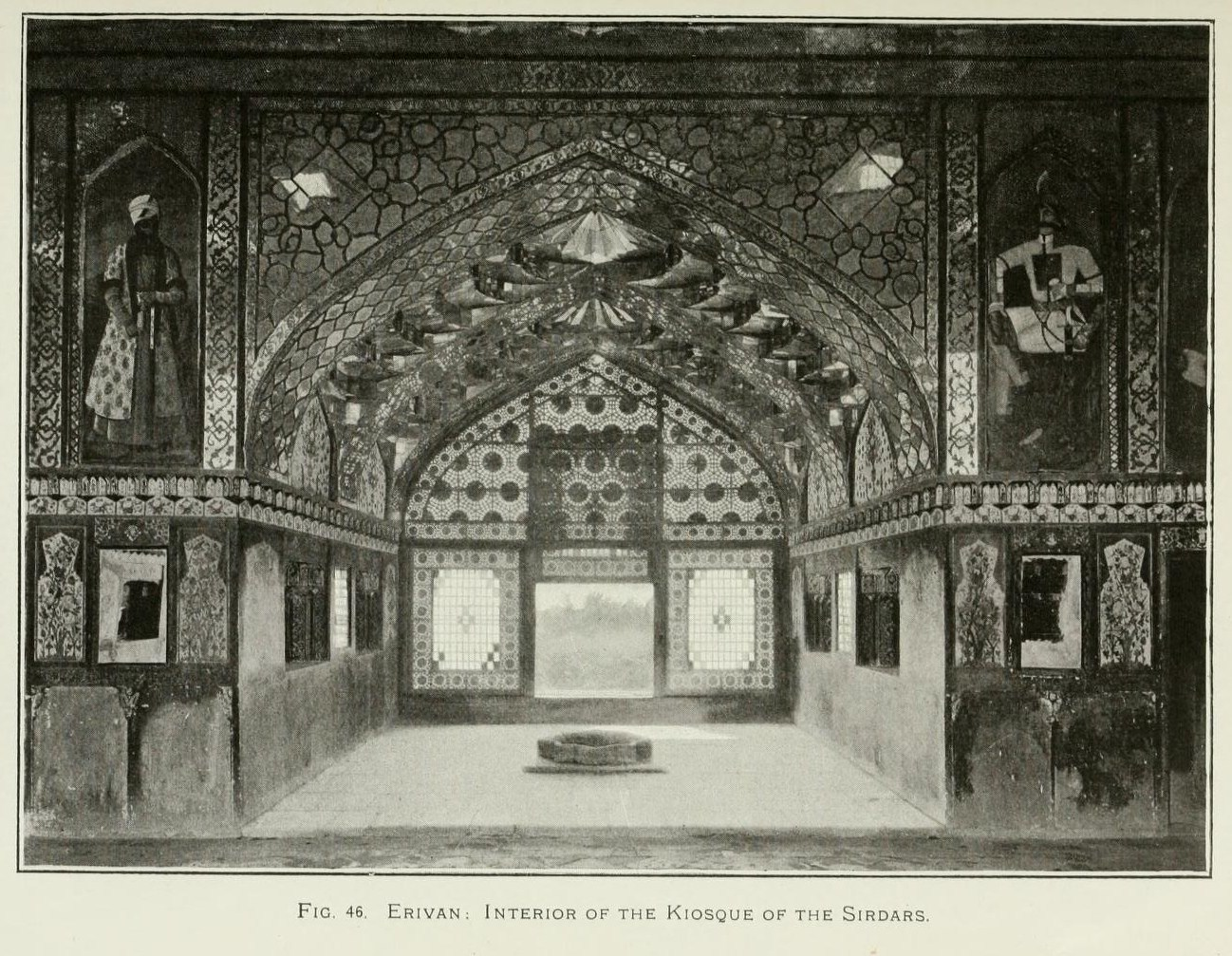
Interior del mercado
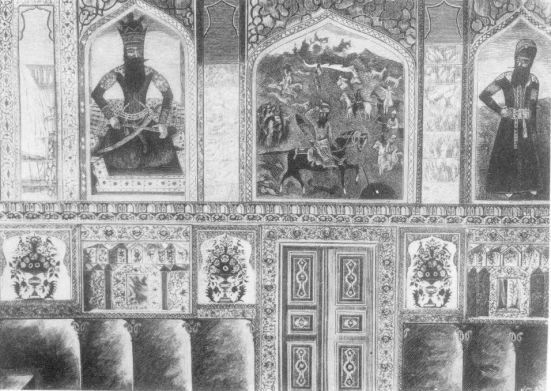
Paredes interiores con retratos de personajes en el Palacio del Sardar
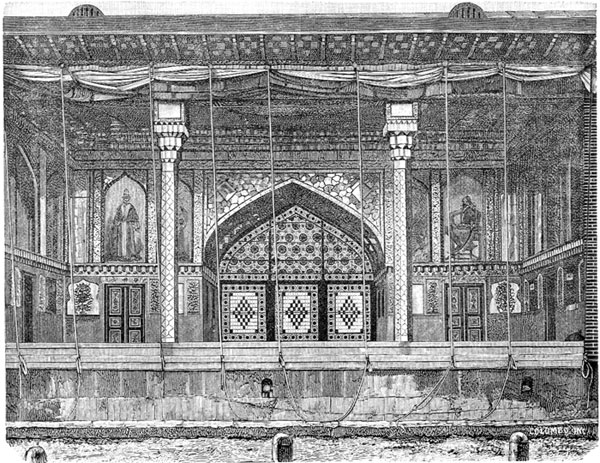
Sala interior con porche del Palacio del Sardar

### Mezquitas
Dentro de la fortaleza se encontraban dos mezquitas. Una de ellas era la mezquita Rajab Pasha que fue construida en 1725 durante el mandato del primer ministro turco Rajab Pasha Khan. Más tarde, cuando los persas recuperaron la ciudad, la mezquita fue convertida en arsenal. En 1827 después de la liberación del dominio persa, se convirtió en una iglesia ortodoxa rusa, llamada la «iglesia de Nuestra Señora del Patrocinio» para conmemorar la toma de la fortaleza.

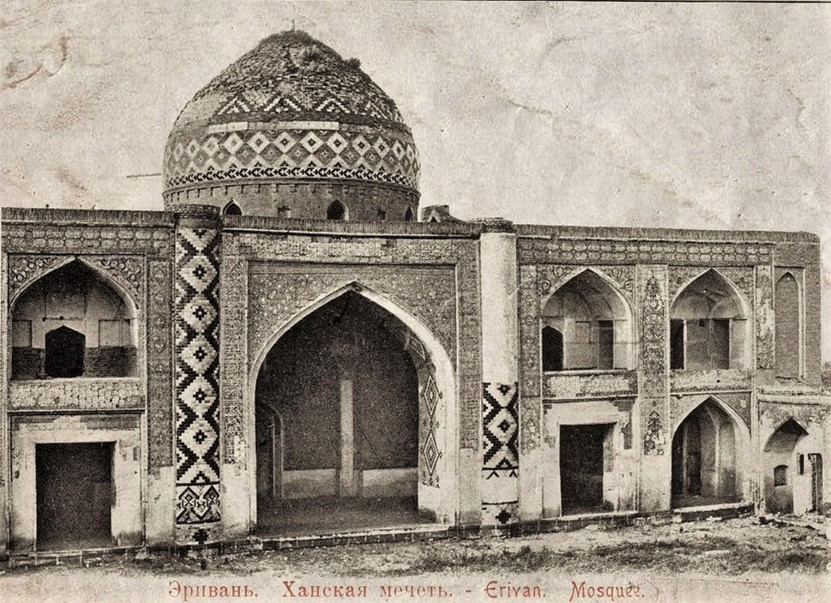
Mezquita de Abbas Mirza, ilustración de 1917

La segunda mezquita persa fue construida a principios del siglo XIX a finales del sardar Hussais Khan y del reinado persa Fath Alí Sah- La mezquita chiita era llamada de Abbas Mirza. El frente y los laterales de la cúpula estaban completamente cubiertos con teselas de cerámica azul y verde. Después de la captura de la guarnición por Rusia, esta mezquita se convirtió también en arsenal. Durante la época soviética la mezquita, junto con otras estructuras religiosas -iglesias armenias, templos y monasterios- fue abandonada y en la actualidad únicamente se ha conservado el marco de la mezquita.